# Bythinella bavarica
Bythinella bavarica е вид охлюв от семейство Hydrobiidae. Видът е застрашен от изчезване.

## Разпространение
Разпространен е в Германия.